# Märtyrer (Album)
Märtyrer ist das vierte Soloalbum des deutschen Rappers Kool Savas. Es wurde am 14. November 2014 über das Independent-Label Essah Entertainment veröffentlicht und wird über Sony Music vertrieben.

## Titelliste
1. Intro (feat. Tim Bendzko) – 3:54

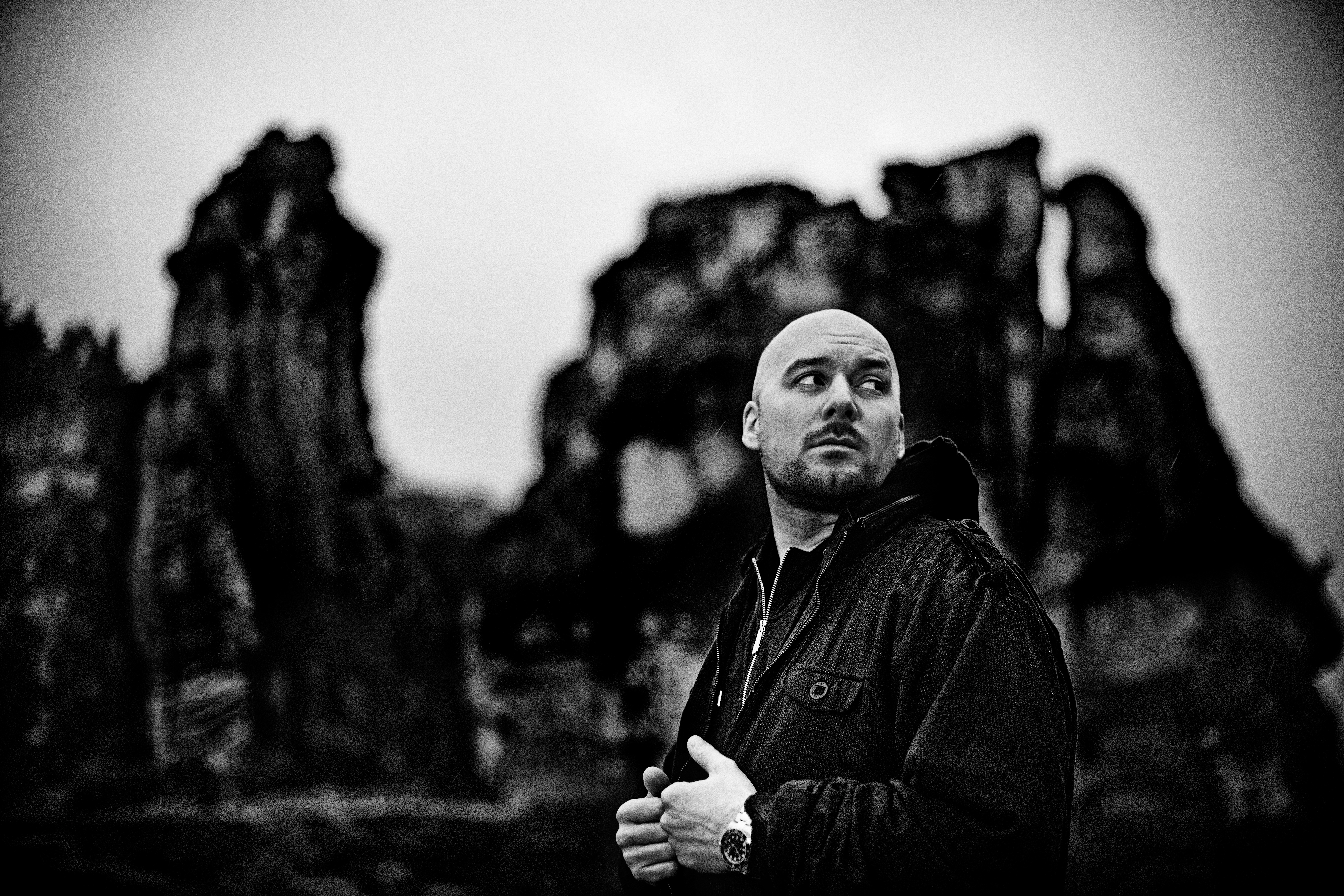
Kool Savas (2011)

2. Märtyrer (feat. Ashonte "Dolo" Lee) – 3:01
3. Es ist wahr / S A zu dem V – 2:57
4. Zweifel und Bestätigung (feat. Laas Unltd.) – 2:56
5. Limit (feat. Alex Prince) – 3:38
6. Matrix – 4:00
7. 2 the Essence (feat. Masta Ace und Tajai) – 4:16
8. Es rappelt im Karton – 2:54
9. Rap über Rap – 3:23
10. Summa Summarum – 3:19
11. Neue Namen – 3:57
12. Anekdote aus Istanbul (Skit) – 1:46
13. Lang genug gewartet – 3:14
14. Waldbrand (feat. Moe Mitchell, Curse und Tone) [Limited Edition Bonus-Track]

## Rezeption

### Kritiken
Die E-Zine Laut.de bewertete Märtyrer mit vier von möglichen fünf Punkten. Laut der Redakteurin Dani Fromm entpuppe sich das Album „als ein Feuerwerk der Battlelyrik“. Savas könne jedoch „mit Bildern, Worten, Rhythmen und seiner wahrlich speziellen Stimme“ nicht „gänzlich über den einen großen Schwachpunkt“ hinwegtäuschen, dass Märtyrer inhaltlich „nicht allzu viel zu bieten“ habe. Negativ bewertet Fromm zudem den Beitrag Tim Bendzkos. Dieser sei der „Matthias Schweighöfer der deutschen Musiklandschaft“, dessen „Omnipräsenz […] langsam lästige Ausmaße“ annehme. Auch der „kieksige, grelle, völlig seelenlose Gesang“ von Alex Prince auf dem Lied Limit erhält negative Kritik durch Laut.de. Musikalisch zeichnen die Produktionen des Albums „ein gelungenes und vor allem abwechslungsreiches Bild“.

### Bestenliste
In der Liste der besten „Hip Hop-Alben des Jahres“ 2014 von Laut.de wurde Märtyrer auf Rang 23 platziert. Aus Sicht der Redaktion dürfe sich Savas „angesichts dieser bissigen, dabei aber erfreulich unverkrampften Demonstration technischer Raffinesse“ „gerne noch ein bisschen“ „King of Rap“ nennen.

## Kommerzieller Erfolg

### Chartplatzierungen
Märtyrer stieg auf Platz 1 der deutschen Album-Charts ein. Damit ist es nach Aura und Gespaltene Persönlichkeit das dritte Album des Rappers in Folge, das die Höchstposition belegen konnte.
Das Titellied Märtyrer erreichte Rang 51 der deutschen Single-Charts. Mit dem Stück Limit konnte Position 61 belegt werden.
| ChartsChartplatzierungen | Höchstplatzierung | Wochen |
| ------------------------ | ----------------- | ------ |
| Deutschland (GfK)        | 1 (15 Wo.)        | 15     |
| Österreich (Ö3)          | 3 (4 Wo.)         | 4      |
| Schweiz (IFPI)           | 1 (12 Wo.)        | 12     |

| ChartsJahrescharts (2014) | Platzierung |
| ------------------------- | ----------- |
| Deutschland (GfK)         | 38          |
| Schweiz (IFPI)            | 62          |

### Auszeichnungen für Musikverkäufe
| Land/Region        | Auszeichnungen für Musikverkäufe (Land/Region, Auszeichnung, Verkäufe) | Verkäufe |
| ------------------ | ---------------------------------------------------------------------- | -------- |
| Deutschland (BVMI) | Gold                                                                   | 100.000  |
| Insgesamt          | 1× Gold ·                                                              | 100.000  |